# Metropolia di Saratov

Localizzazione dell'oblast' di Saratov.

La metropolia di Saratov (in russo Саратовская митрополия?) è una delle province ecclesiastiche che costituiscono la Chiesa ortodossa russa.
Istituita dal Santo Sinodo il 6 ottobre 2011, comprende l'intera oblast' di Saratov nel circondario federale del Volga.
È costituita da 4 eparchie:
- Eparchia di Saratov
- Eparchia di Balakovo
- Eparchia di Balašov
- Eparchia di Pokrovsk[3]

Sede della metropolia è la città di Saratov, il cui eparca ha il titolo di "Metropolita di Saratov e Vol'sk".